# 일본우편

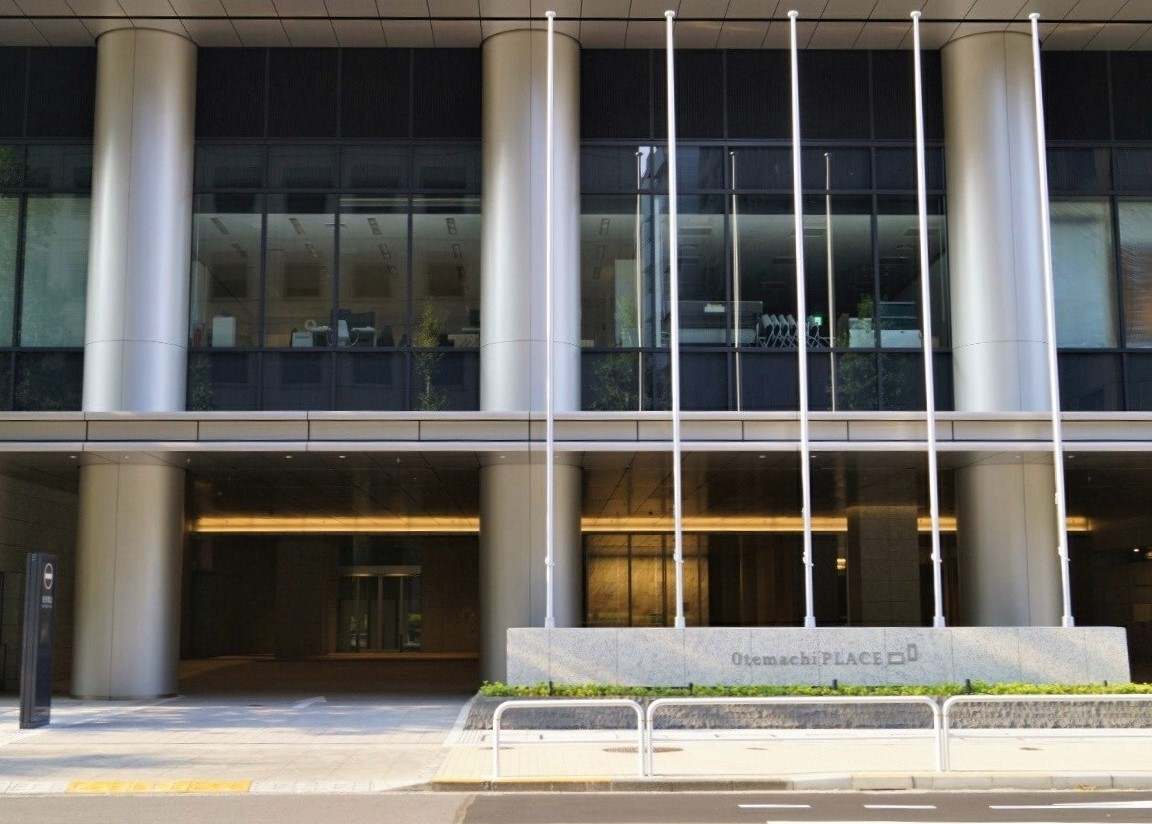
일본우편 본사 (오테마치 플레이스 웨스트 타워)

일본우편 주식회사(일본어: 日本郵便株式会社 닛폰유빈[*], 영어: Japan Post Co., Ltd.)은 일본 도쿄도 지요다구에 본사를 둔 일본의 우편 사업의 운영과 우체국 운영을 하는 회사이다. 총무성 소관의 특수법인으로, 일본우정 주식회사의 100% 자회사이다.

## 개요
2007년 10월 1일, 우정민영화에 따라 일본의 우편 업무를 맡을 양대 회사로서 "우편사업 주식회사"와 "우편국 주식회사"가 설립되었다. 우편사업 주식회사는 우편물의 수집, 구분, 발송, 배달 업무 및 "유유 창구"의 운영을 담당하고, 우편국 주식회사는 우편사업 주식회사의 직영점을 제외한 일반 우체국의 관리, 운영 및 "유유 창구"를 제외한 우체국의 창구 업무를 담당하게 되었다.
이후 우정민영화 정책의 일부 재검토에 따라 2012년 10월 1일 우편국 주식회사가 우편사업 주식회사를 흡수 합병하고 상호를 "일본우편 주식회사"로 변경하면서, 기존에 2개 사로 나뉘어 이루어지던 일본의 우편 업무가 일본우편 주식회사 하나로 통합되게 되었다. 이에 따라 종래의 우편국 주식회사의 거점 및 우편사업 주식회사의 직영 지점·집배 센터는 모두 "우편국"이라는 명칭으로 통일되었다.
일본우정그룹 내 지주회사인 일본우정을 포함한 주요 4개 사(일본우정, 일본우편, 유초 은행, 간포 생명보험) 가운데 유일하게 일본 회사법에서 규정하고 있는 사내 위원회(지명위원회, 감사위원회, 보수위원회)가 설치되지 않은 회사이며, 또 일본우정을 포함한 주요 4개 사 중 유일하게 주식이 비상장된 회사이기도 하다. 이사회의 구성은 전체 11명의 이사 중 6명이 사외 이사이다.

## 기호 및 로고
우편 기호(〒)는 일본의 우편 사업을 나타내는 기호이다. 이 기호는 과거 체신성 시대부터 사용되어 왔을 만큼 역사가 길기 때문에, 우정민영화 이후에도 일본우정그룹의 브랜드마크로서 계속해서 사용하고 있다. 이와 함께 'Japan Post'의 이니셜을 따 만든 'JP' 마크를 이용한 각종 브랜드마크가 2007년 10월 우정민영화 이후 사용되고 있다. 일본우정그룹의 브랜드마크는 'JP 일본우정그룹'의 디자인이며 그룹 내 주요 4개 사에서 공통으로 사용하고 있다. 일본우편의 브랜드마크는 옛 우편사업 주식회사 때와 같은 'JP POST 일본우편'으로 하였다. 또한 옛 우편국 주식회사의 브랜드마크였던 'JP NETWORK 우편국'을 일부 변경한 'JP POST 우편국'이라는 마크도 존재하는데, 이는 주로 일반 우편국(우체국)에서 브랜드 마크로 사용하고 있다.

우편 기호
일본우정그룹 브랜드마크
일본우편 주식회사 브랜드마크
우편국 마크

## 연혁
- 2007년 10월 1일 - 우정민영화와 동시에 "우편사업 주식회사"와 "우편국 주식회사"가 설립.
- 2008년 6월 2일 - 우편사업 주식회사와 일본통운(일본어판)의 합작으로 택배업을 주요 사업으로 하는 JP 익스프레스가 설립.
- 2010년 7월 1일 - 우편사업 주식회사가 JP 익스프레스의 사업을 승계.
- 2010년 8월 31일 - JP 익스프레스가 해체.
- 2011년 4월 5일 - JP 익스프레스의 사업 실패로 2010년도 우편사업 주식회사의 적자액이 1,185억 엔에 달했다고 경제 전문 잡지인 『주간 다이아몬드』가 보도.
- 2012년 10월 1일 - 우편국 주식회사가 우편사업 주식회사를 흡수 합병하고 사명을 "일본우편 주식회사"로 변경.
- 2015년 5월 28일 - 오스트레일리아(호주)의 물류 업체인 "톨 홀딩스"를 인수하여 100% 자회사로 함.
- 2016년 12월 22일 - 엽서, 규격 외 봉투의 우편 요금 인상을 발표.
- 2017년 6월 1일 - 엽서의 우편 요금을 62엔으로 인상하여, 소비세율 인상에 따른 동반 인상 외에 1994년 이후 23년 만에 요금을 인상. 연말연시 특별 우편물에 대해서는 종전의 52엔으로 동결.
- 2018년 12월 17일 - 일본우편의 자회사였던 "JP 로지서비스"를 주식회사 하마쿄렉스가 인수. 동시에 JP 로지서비스의 사명이 "HMK 로지서비스"로 변경.

## 자회사
| - 일본우편운송 - 일본우편 메인터넌스 - JP 산큐 글로벌로지스틱스 - JP 비즈메일 - JP 미디어다이렉트 - 도쿄 미강유 | - 우편국 물품판매서비스 - JP 빌딩매니지먼트 - JP 커뮤니케이션 - 일본우편 오피스서포트 - JP 손보서비스 - JP 미쓰코시 머천다이징 - 유유기프트 - JP 도쿄 특선회 - 세이손 투자신탁 - 제이에이푸드 오이타 - 링벨 | - 톨 홀딩스 - JP 톨 로지스틱스 - 톨 익스프레스 재팬 |

## 같이 보기
- 우편국 (기업)
- 우편사업
- JP 타워